# Državna služba
Državna ili javna služba je naziv za delatnost koju u državi, jedinici lokalne ili regionalne uprave ili samouprave obavljaju osobe angažovane na državnim, odnosno javnim poslovima. Osobe koje obavljaju te delatnosti se nazivaju državnim ili javnim službenicima. U pravilu se pod time ne podrazumevaju vojni poslovi, pa se u nekim jezicima za takvu službu koristi izraz civilna služba.
Sadržaj poslova državne službe, kao i način postajanja državnim službenikom, odnosno kriterijum koji bi državni službenici morali da ispunjavaju pre dolaska na dužnost, razlikovali su se kroz istoriju. Razlikuju se u raznim državama zavisno od političkog sistema i zakona. Državne službe koje se dobiju izborima - bilo neposrednim ili posrednim, odnosno imenovanjima od strane najviših tela izvršne vlasti se nazivaju političkim funkcijama, a njihovi nositelji funkcionerima. S druge strane, javni funkcije koje se dobiju kao redovni plaćeni posao na temelju stručnih kriterijuma se nazivaju birokratima. 